# Yiddishpiel
El Yiddishpiel, es un teatro en lengua yiddish ubicado en la ciudad de Tel Aviv, en Israel. El teatro fue fundado en 1987 por iniciativa del ex-alcalde de Tel Aviv, Shlomo Lahat, y el presidente del Banco de Descuento Mercantil de Israel, Moshe Noiderfer, así como de Shmuel Etsyon, quien participó en la creación del teatro y fue su presidente y director artístico hasta el mes de noviembre de 2011, cuando fue reemplazado por Sasi Keshet.
Los objetivos principales del Yiddishpiel son conmemorar y mantener viva la cultura yiddish, ya que es una parte inseparable de la historia judía. La lengua yiddish sigue viva y se utiliza bastante ampliamente entre la población judía actualmente, por lo que el teatro tiene una audiencia regular, la mayor parte de la cual está formada por personas relativamente mayores. Las oficinas del teatro están ubicadas en la carretera Carlebach número 7, en Tel Aviv.
En 1996, la Knesset aprobó el proyecto de ley de creación de una autoridad nacional para la cultura yiddish y la cultura ladina (idioma judeoespañol), cuya función es crear una base sólida para las dos lenguas y sus culturas en Israel.
Desde su fundación, el teatro ha realizado 42 producciones que fueron presentadas ante grandes audiencias en Israel y en otros países.
A lo largo de los años el teatro ha participado en festivales israelíes, así como en importantes festivales extranjeros, y ha tomado el escenario en Wiesbaden, Londres, Frankfurt, Ámsterdam, Viena, Los Ángeles y Vilnius.
El teatro tiene una amplia selección de actores, incluyendo veteranos como: Yaakov Bodo y Yaakov Alperon, y actores más jóvenes que sirven como sucesores del teatro y la cultura yiddish, entre ellos: Dudu Fisher, Gadi Yagil, Anat Atzmon, Mónica Vardimon, Jonathan Rozen, Yoni Eilat, y Amitai Kedar. El actor Carol Marcovicz, también actuó en el Yiddishpiel hasta su muerte en 2006.
En el teatro se presentan varias obras de repertorio, escritas por varios dramaturgos. A lo largo de cada obra, hay subtítulos en hebreo y en ruso, así como sonido, para el beneficio de aquellos que no hablan yiddish.
En cada temporada teatral, Yiddishpiel presenta 4 obras nuevas, una cada trimestre. Algunas de las obras presentadas fueron traducidas al yiddish y escritas por dramaturgos como Shakespeare, Molière y otros; otras fueron adaptadas al yiddish (por Sholem Aleijem y otros), y otras son obras locales (por Yehoshua Sobol y otros).